# Tour du Front de Seine
La tour du Front de Seine désigne un ensemble de deux gratte-ciels situé à Rouen (livré en 1974).
C'est le sixième plus haut édifice de la ville, après la cathédrale Notre-Dame (151 m), la Tour des archives (89 m), le pont Gustave-Flaubert (86 m), l'église Saint-Maclou (83 m) et l'abbatiale Saint-Ouen (82 m).

## Historique
Les deux tours A et B sont une réalisation de l'architecte Denys Robinson, élève de Georges Feray (cabinet d'architecture ATAUB). Elles sont bâties aux 39-40 quai du Havre. Une façade donne sur la rue Saint-Éloi. L'ensemble du complexe a fait l'objet d'un ravalement intégral entre 2021 et fin avril 2022. Le complexe immobilier dispose d'un sous-sol (caves exclusivement sous les 2 tours) comprenant des places de parking sous tout l'îlot. L'ensemble est sous vidéosurveillance et sécurisé (présence de pompiers 24 heures sur 24 car c'est un immeuble de grande hauteur (IGH) de plus de 50 mètres de haut, gardien). 